# Fil·lidioïdeus
Els fil·lidioïdeus (Phyllidioidea) són una superfamília de mol·luscs gastròpodes marins de l'ordre dels nudibranquis, de vius colors.

## Taxonomia
- Família Phyllidiidae Rafinesque, 1814
- Família Dendrodorididae O'Donoghue, 1924
- Família Mandeliidae Valdés & Gosliner, 1999